# 東青山駅 (新潟県)

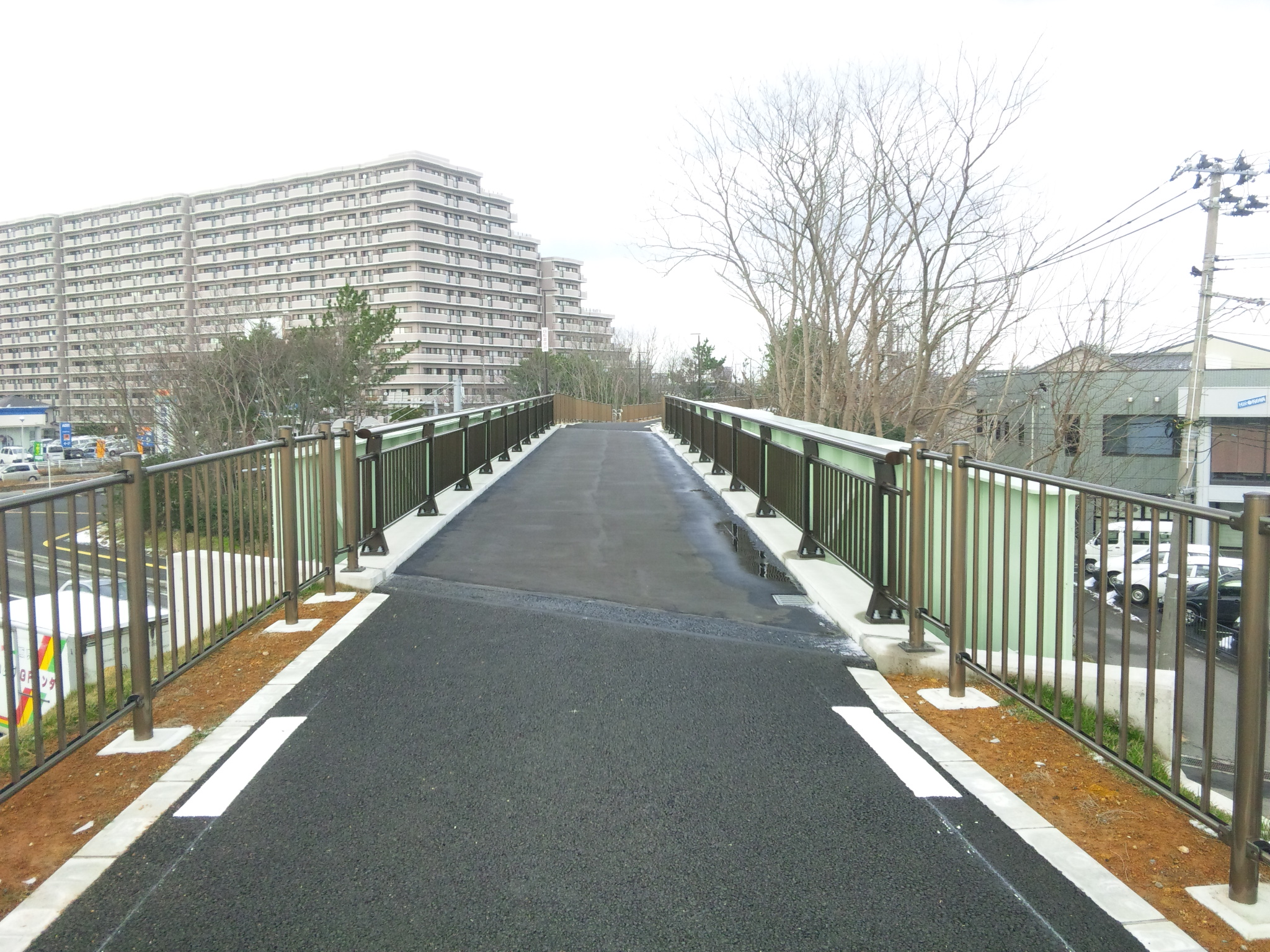
平島側から見た様子。廃線前には橋の向こうに東青山駅のホームが小さく見えていた。（2012年12月24日撮影）

東青山駅（ひがしあおやまえき）は、かつて新潟県新潟市（現同市西区）青山二丁目にあった新潟交通電車線の駅。

## 歴史
- 1980年（昭和55年）9月26日 - 開業[1]。
- 1999年（平成11年）4月5日 - 新潟交通電車線 東関屋駅 - 月潟駅間廃線により廃駅となる。

## 駅構造
関屋大橋西詰の築堤上にあった単式ホーム1面1線の無人駅。ホーム上には雨避け用の小さな上屋が設けられており、ベンチが置かれていた。券売機・トイレなどは設置されていなかった。
電車線北西側の青山道下交差点向かい側に1979年（昭和54年）開店したジャスコ新潟店（現在のイオン新潟青山店）への来店需要を考慮し、利用客開拓のため新設された。

## 駅周辺
- 新潟市立東青山小学校
- イオン新潟青山ショッピングセンター
- JR越後線 青山駅 - 当駅開業の8年後に開業している。

青山駅 (新潟県)#駅周辺も併せて参照のこと。

## バス路線
駅舎跡周辺には、新潟交通グループ（同社および新潟交通観光バス）のバス停留所が設けられている。
イオン新潟青山店の青山道下交差点角に所在する「青山」停留所は、BRT路線「萬代橋ライン」と西区・南区各方面の路線の結節点となっている。詳細はイオン新潟青山ショッピングセンター#青山バス停を参照。
駅舎跡そばの青山道下跨道橋南側に所在する「東青山」停留所は新潟駅・青山発着の路線のうち、小新線と大野・白根線、味方線の3路線が発着している。
東青山
- 小新・大野・白根・味方方面
  - W50　小新経由　亀貝中央
  - W51　小新・流通センター経由　亀貝中央
  - W70　ふるさと村・大野経由　白根・潟東営業所
  - W70　【快速】ふるさと村・大野経由　白根・潟東営業所
  - W71　ふるさと村経由　大野
  - W72　ときめき・焼鮒経由　大野
  - W80　ふるさと村・大野経由　味方・月潟
  - W81　ふるさと村・大野・木場経由　味方・潟東営業所
- 青山・新潟駅方面
  - W70　【快速】白山駅前・古町経由　新潟駅前
  - W70　【モーニングライナー】学校町・古町経由　新潟駅前
  - W70・W71・W72・W80・W81　青山
※小新線は、東青山には下り（亀貝方面）のみ停車。上り（青山行き）は西側の東青山二丁目に停車する。
※大野・白根線の快速ダイレクト便・モーニングライナーは平日のみ運行。いずれも第一高校前 - 東青山間を直通し、東関屋、関屋大川前、青山には停車しない（ただしダイレクト便を除く快速は全て青山発着）。

## 駅跡
廃線以来、付近の築堤や新潟県道42号新潟黒埼インター線に架設された青山道下跨道橋はほぼ廃線時のまま存置されているが、築堤に設けられた階段など、当時の駅舎の設備は全て撤去され、その後は長年雑草に覆われていた。
新潟市では2010年度から廃線敷を活用した自転車歩行者専用道路「新潟市道西5-270号線」の整備を進めており、県道と築堤上の自歩道とを連絡する階段の新設や跨道橋の補強などを実施し、2012年秋に付近の整備を完了した。

## その他
前述のJR青山駅は、当駅の北西約400m（直線距離）の位置にある。だが距離がある上に徒歩経路が分かりにくく、また両社とも乗り換えに関する案内は特に行っていなかったため、両線間の乗り換えに使用する利用者はほとんどいなかった。

## 隣の駅
新潟交通
電車線 
東関屋駅 - 東青山駅 - 平島駅